# Странголагаллі
Странголагаллі, Странґолаґаллі (італ. Strangolagalli) — муніципалітет в Італії, у регіоні Лаціо,  провінція Фрозіноне.
Странголагаллі розташоване на відстані близько 90 км на схід від Рима, 13 км на схід від Фрозіноне.
Населення — 2519 осіб (2014).
Щорічний фестиваль відбувається 29 вересня. Покровитель — святий Архангел Михаїл.

## Демографія
Населення за роками:

Станом на 1 січня 2023 року в муніципалітеті офіційно проживало 105 іноземців з 18 країн, серед них 19 громадян країн Євросоюзу та 14 громадян України.

## Сусідні муніципалітети
- Арче
- Бовілле-Ерніка
- Чепрано
- Монте-Сан-Джованні-Кампано
- Рипі